# 51570 Phendricksen
51570 Phendricksen este un asteroid din centura principală de asteroizi.

## Descriere
51570 Phendricksen este un asteroid din centura principală de asteroizi. A fost descoperit pe 17 aprilie 2001 la Badlands (Dakota du Sud) de Ron Dyvig. Asteroidul prezintă o orbită caracterizată de o semiaxă mare de 2,73 ua, o excentricitate de 0,19 și o înclinație de 12,5° în raport cu ecliptica.